# Lord justicier
Les Lords justiciers d'Irlande étaient des personnes de haut rang, tels que les comtes de Kildare, chargés d'assurer la gouvernance de l'Irlande en l'absence du lord lieutenant d'Irlande alors que le pays était sous domination anglaise. 
Dans les derniers siècles de la domination britannique, les Lords justiciers furent trois officiels du royaume d'Irlande qui, en l'absence du lord lieutenant d'Irlande appelé également vice-roi ou Justiciar, remplissaient ses devoirs sociaux et politiques à la tête de l'exécutif irlandais.
Les membres de la Lord Justice étaient en général :
- l'archevêque d'Armagh, primat de l'Église d'Irlande,
- le Lord Chancelier d'Irlande,
- le Président de la Chambre des communes irlandaise.

Une de leurs fonctions était d'accueillir le lord-lieutenant à son arrivée dans le port de Dublin en provenance de Grande-Bretagne pour prendre son poste ou présider l'ouverture du parlement irlandais. En dehors de ces périodes, le vice-roi séjournait en Angleterre.
En 1765, la décision du gouvernement britannique d'exiger que le vice-roi réside à temps plein en Irlande et ne se contente pas d'encaisser le salaire de ses visites pendant les sessions du Parlement, supprima leur rôle et leur poste.

## Principaux lords justiciers
- John de Courcy (1185- ?1192)
- Hamo de Valogne (1195-1198)
- Gerald FitzWilliam FitzGerald, Lord Offaly
- Maurice FitzGerald FitzGerald, Lord Offaly (1232-1245)
- Stephen de Longuespee (1258-1260)
- David de Barry (1266-1268)
- Robert d'Ufford (1268-1270)
- Sir James Audley (1270 - 11 juin 1272)
- Maurice FitzMaurice FitzGerald 11 juin 1272 avril 1273)
- Geoffrey de Geneville (1273- 1276)
- Robert d'Ufford (juin 1276 - 1281)
- Stephen de Fulbourn (21 novembre 1281 3 juillet 1288)
- William de Vescy (12 septembre 1290 - 5 mars 1294)
- Thomas FitzMaurice FitzGerald, Lord de Decies (1295)
- John Wogan (1295-1313)
- Edmund Butler (1312-1314)
- Theobald de Verdun (19 juin 1314 - 27 février 1315)
- Edmund Butler (28 février 1315 - 4 avril 1318)
- Roger Mortimer (1319-1320)
- Thomas FitzGerald, 2e comte de Kildare  (1320-1321)
- John de Berminghan comte de Louth (21 mai 1321 - février 1324)
- Sir John Darcy  (1 février 1324-1 mai 1327)
- Ralph d'Ufford (1344-1346)
- Roger Darcy (1346)
- John Morice (1346)
- Walter de Bermingham (1346-1347)
- Thomas de Rokeby (1349-1352)
- Thomas de Rokeby (1352-1355)
- Maurice FitzGerald 4e comte de Kildare (1355)
- Maurice FitzGerald, 1er comte de Desmond (1356)
- Thomas de Rokeby (1356-1357)
- James Butler (en) 2e comte d'Ormond (1359-1360)
- Gerald Fitzerald, 3e comte de Desmond (1367-1369)
- Thomas FitzGerald, 7e comte de Kildare
- Sir Francis Bryan,
- Arthur Forbes, 1er comte de Granard (1623 – 1695) (24 février 1685-20 mars 1685)
- Henri de Massue, comte de Galway (1648 - 1720), (21 janvier 1697-6 février 1697)
- Robert FitzGerald, 19e comte de Kildare (4 septembre 1714-21 septembre 1714)

## Sources bibliographiques
- (en) T.W Moody, F.X. Martin,F.J. Byrne, Maps, Genealogies, Lists. A companion to Irish History part II, Oxford, Oxford University Press, coll. « A New History of Ireland » (no 9), 2011, 674 p. (ISBN 9780199593064), p. 469-500 Succession Lists Chief Governors